# Villa Cura Brochero
Villa Cura Brochero es una localidad ubicada al oeste de la Provincia de Córdoba, Argentina, en el Departamento San Alberto, en el denominado Valle de Traslasierra, a 160 km de la ciudad de Córdoba, detrás de las Sierras Grandes, a 959 msnm de altitud media. El punto más bajo está en la unión de los ríos Panaholma y Mina Clavero, en el límite con Mina Clavero a 909 msnm. Dentro del casco urbano se encuentran la Cascada La Gloria (1600 msnm), los Altos de Brochero (1100 msnm) y la Cuesta de Brochero (1400 msnm promedio), que junto al Mirador (1800 msnm), son los puntos más altos.
El ejido municipal incluye los parajes de Villa Rafael Benegas y Giulio Cesare entre otros, sobre las Sierras Grandes a unos 1800-2000 msnm. 
Fue fundada en el año 1864 por el Presbítero Francisco Aguirre con el nombre de Villa del Tránsito, en el paraje San Lorenzo. La denominación de Villa Cura Brochero la estableció el Gobernador de la Provincia de Córdoba, Dr. Ramón J. Cárcano, el 26 de enero de 1916, como homenaje al cura José Gabriel Brochero, en el segundo aniversario de su fallecimiento. 
La ciudad conforma también el municipio del mismo nombre junto con otros parajes aledaños, y es además cabecera del Departamento San Alberto. Se extiende a ambos lados del río Panaholma, de aguas cálidas, en el Valle de Traslasierra, enclavado entre los cordones montañosos de Achala y Pocho. 
Se caracteriza por el paisaje de las Cumbres de Achala, las playas sobre el río y su clima que atrae multitudes, especialmente en temporada estival.
El lugar combina la naturaleza con el legado espiritual de José Gabriel Brochero.

## Geografía

### Población
Cuenta con 8415 habitantes (Indec, 2022), lo que representa un incremento del 25% frente a los 6351 habitantes (Indec, 2010) del censo anterior. Integra el aglomerado denominado Mina Clavero - Villa Cura Brochero que cuenta con una población de 16.983.
| Gráfica de evolución demográfica de Villa Cura Brochero entre 1991 y 2022 |
|                                                                           |
| Fuente: Censos nacionales del INDEC                                       |

Es la segunda localidad más poblada del valle de Traslasierra y la más poblada del Departamento San Alberto.
Al igual que en el resto de la provincia destaca la descendencia europea  y la mayoría de la población es criolla. Destacan descendientes de Polacos,Alemanes,Italianos y en menor medida de Rusos

### Sismicidad
La sismicidad de la región de Córdoba es frecuente y de intensidad baja, y un silencio sísmico de terremotos medios a graves cada 30 años en áreas aleatorias. Sus últimas expresiones se produjeron:
- 22 de septiembre de 1908 (116 años), a las 17.00 UTC-3, con 6,5 Richter, escala de Mercalli VII; ubicación 30°30′0″S 64°30′0″O / -30.50000, -64.50000; profundidad: 100 km; produjo daños en Deán Funes, Cruz del Eje y Villa de Soto, provincia de Córdoba, y en el sur de las provincias de Santiago del Estero, La Rioja y Catamarca.[2]
- 16 de enero de 1947 (78 años), a las 2.37 UTC-3, con una magnitud aproximadamente de 5,5 en la escala de Richter (terremoto de Córdoba de

1947).
- 28 de marzo de 1955 (70 años), a las 6.20 UTC-3 con 6,9 Richter: además de la gravedad física del fenómeno se unió el desconocimiento absoluto de la población a estos eventos recurrentes (terremoto de Villa Giardino de 1955).
- 7 de septiembre de 2004 (20 años), a las 8.53 UTC-3 con 4,1 Richter.
- 25 de diciembre de 2009 (15 años), a las 21.42 UTC-3 con 4,0 Richter.

## Historia

### Comuna de San Lorenzo y Determinaciones Generales de la Villa del Tránsito
La estancia y tierras colindantes, llamadas Quisquisacate (del quechua: “Tierra Negra”; liderada por el Cacique Torocalta, con la llegada de los españoles pasó a llamarse San Lorenzo), abarcaron lo que actualmente es la comuna homónima y la antigua Villa del Tránsito, hoy Villa Cura Brochero. Allí estuvo el pueblo de Torol que posteriormente cambiaría de nombre. Estas tierras llegaban desde Panaholma hasta la juntura de los ríos que bajan: el Panaholma y el de las Sierras Inmediatas, cuyo lugar de unión se llama Mina Clavero. La propiedad de una legua cuadrada de extensión, fueron tierras dadas en merced a José de Quevedo y Diego Albarracín en 1652 y 1653. A raíz de un pleito que existió entre ellos, Diego Albarracín cedió las tierras a José de Quevedo. Fray Gaspar de Quevedo, hijo de José, heredó la Estancia San Lorenzo y se la vendió Diego Gómez: de éste pasó a su esposa, y de ella al General Bartolomé Olmedo, cuyo hijo la vendió a Lorenzo Oviedo.
En 1864 el sacerdote del Clero Secular, Francisco Ignacio del Rosario Aguirre, compra una parte de estas tierras, desde el río Panaholma, al Oeste y al Sur, y en el lugar traza una villa, que dio a llamar “Villa del Tránsito”, en honor a la Santa Patrona la Virgen del Tránsito, lo que dio origen directo a lo que hoy conocemos como Villa Cura Brochero.
El 29 de septiembre de 1864, el padre Francisco Ignacio del Rosario Aguirre comienza la obra de la Iglesia del Tránsito, fecha que se toma como fundación de lo que hoy es Villa Cura Brochero. En realidad, no hubo una fecha fundacional de la villa y sólo está documentado en los archivos del clero que Francisco Aguirre, sacerdote del clero diocesano o secular comunica el traslado de la capilla al solar de su propiedad, perteneciente a la antigua estancia San Lorenzo, bajo el nombre y la advocación de la Virgen del Tránsito.  En diciembre de ese año, y en la ciudad de Córdoba, el Presbítero José Gabriel Brochero celebra su primera misa.

### Villa Cura Brochero y su fundador
Su Fundador, el Presbítero Francisco Ignacio del Rosario Aguirre, nació en 1823 en el solar denominado San Lorenzo. Hijo de Juan Ángel de Aguirre y Martina Allende.
Estudió en Córdoba, en el convento de Santo Domingo, dónde recibió la ordenación sacerdotal en 1848 y terminó sus estudios en el convento dominicano de Santiago de Chile. En 1855 se incorporó al clero secular, haciéndose cargo de la parroquia de San Alberto desde el 6 de noviembre de 1863 hasta el 8 de septiembre de 1869.
Único párroco del Curato del Tránsito, que sólo existió desde 1870 hasta su cesación en 1872, aunque algunos años más tarde fue establecido nuevamente. Se trasladó a la diócesis de Cuyo dónde fue cura u vicario de la Matriz de San Luis, párroco de Saladillo, vicerrector del Seminario de San Juan.
Murió en Ulapes (pcia. de La Rioja), en 1892, mientras cumplía el ministerio parroquial.
En 1952, sus restos fueron trasladados y recibieron definitiva sepultura en el atrio de la iglesia parroquial de Nuestra Señora del Tránsito.

## Santuario de Nuestra Señora del Tránsito y Santo Cura Brochero

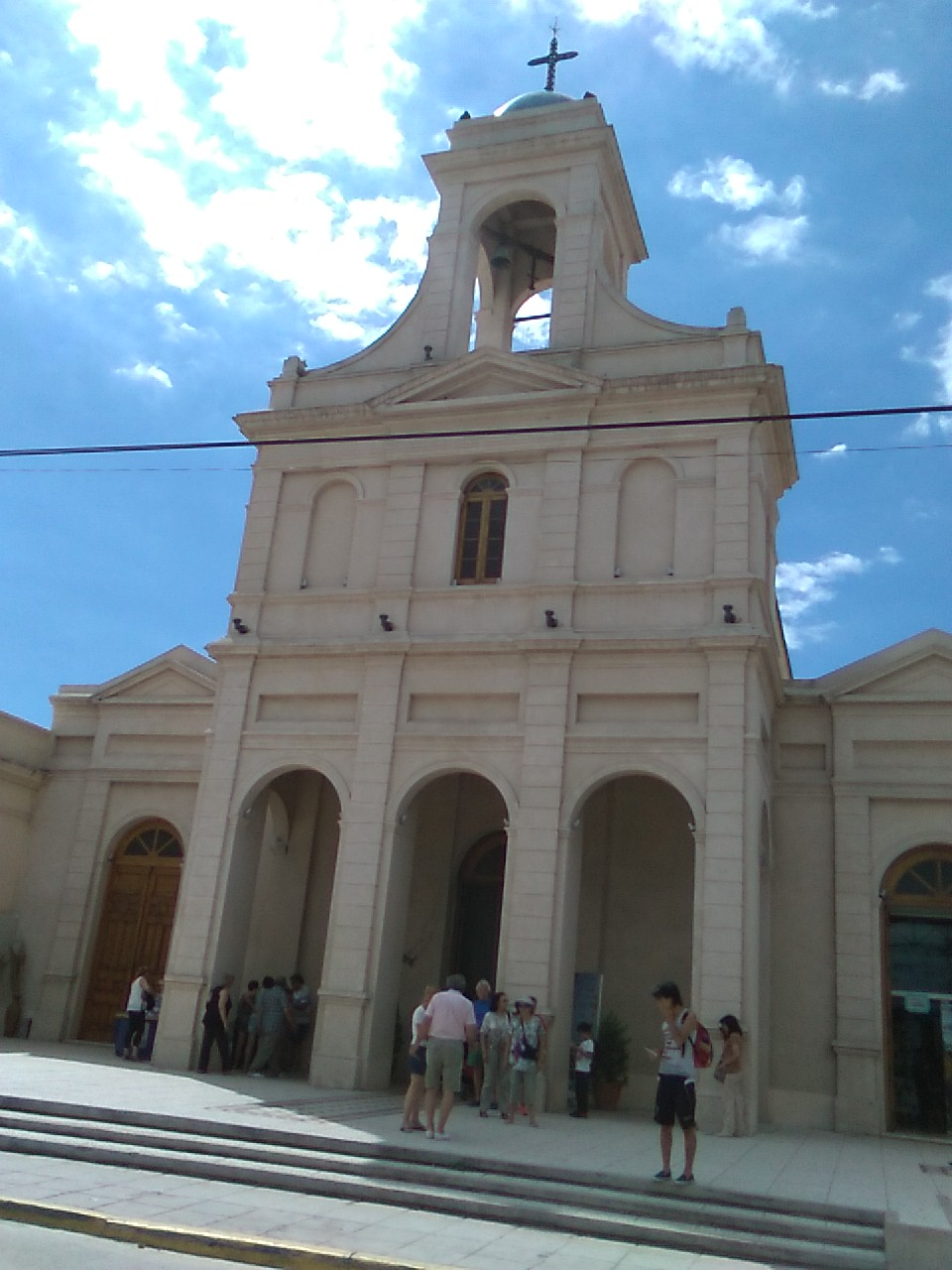
Edificio del Santuario de Nuestra Señora del Tránsito y Santo Cura Brochero.

Los pueblos originarios llamaban a este lugar Torol o Torolcalta cuya traducción es pueblo de Torol. Posteriormente se denominó Villa del Tránsito y por último, Villa Cura Brochero, en homenaje al Padre José Gabriel Brochero, el “cura gaucho” que vivió en esta comarca.
Había nacido en Santa Rosa de Río Primero, en 1840 y desempeñó el Curato de San Alberto con una vastísima jurisdicción: 120 km de norte a sur y casi la misma distancia de este a oeste. Edificó iglesias, fundó escuelas, abrió 500 km de caminos, fomentó la agricultura, ideó ferrocarriles, enseñó con el ejemplo y fue, en todo momento, un manantial inagotable de caridad. El mayor “milagro” fue la construcción en 1877 de La Casa de Ejercicios, con aquella gente, con aquellos medios, en aquellos tiempos y en un lugar tan pobre. Vivió pobre y murió casi en la miseria en 1914.

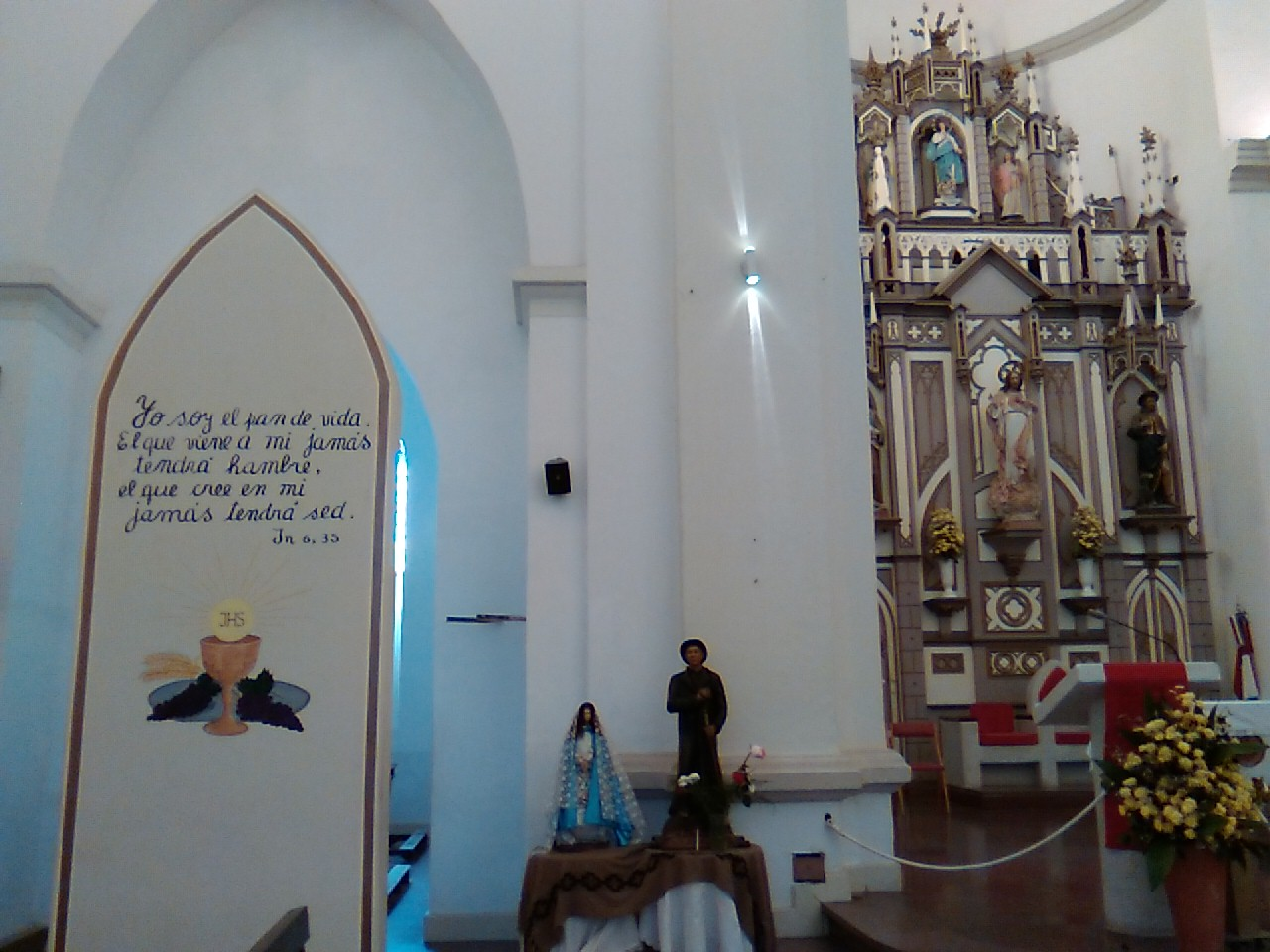
Vista lateral del altar del Santuario de Nuestra Señora del Tránsito y Santo Cura Brochero.

La primitiva iglesia de la localidad es de 1864 y el inicio de la edificación del templo, donde descansan los restos del Cura Brochero, data de 1898. En la Casa de Ejercicios funciona El Museo Brocheriano, exhibiendo objetos sagrados, instrumentos musicales, alfarería, herramientas, morteros, telares e imaginería. Las salas principales albergan numerosos elementos que reconstruyen la vida y obra del Cura Gaucho. Todo el conjunto de Capilla, Colegio y Casa de Ejercicios fue declarado Monumento Histórico Nacional en 1974.

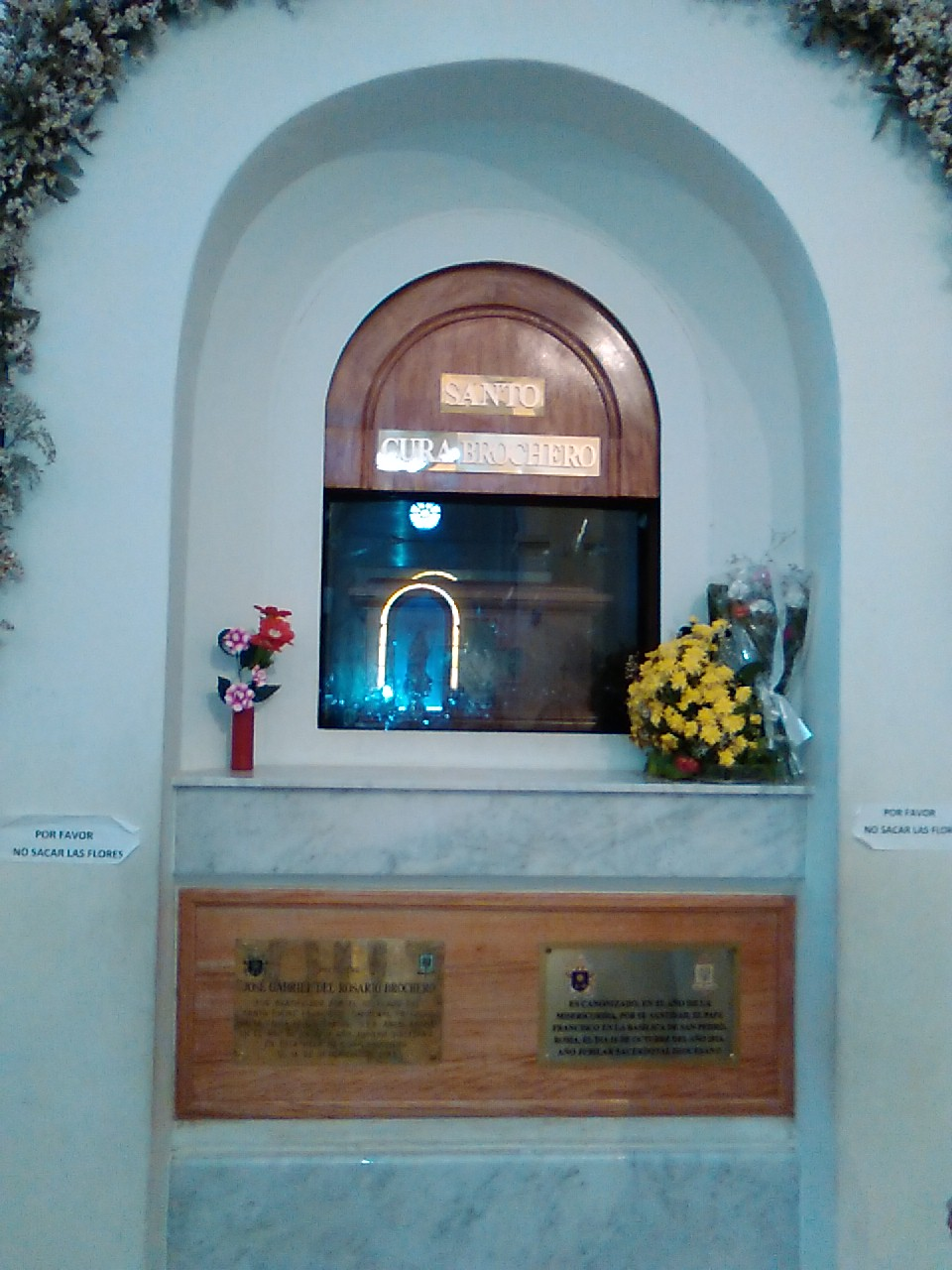
Cripta donde descansan los restos del Santo José Gabriel Brochero, dentro del santuario.

## Otros datos de interés
Muy buen clima de días diáfanos durante casi todo el año
Villa Cura Brochero se encuentra conurbada con Mina Clavero, de la cual sólo la "separa" el citado río Panaholma, que al unirse con el Río Mina Clavero da lugar al Río de los Sauces. En la zona de confluencia, el cauce es encajonado entre rocas, de atractivas geoformas conocido como Los Cajones, y más adelante se encuentra el Balneario Los Elefantes, ya que las antiquísimas rocas erosionadas recuerdan a manadas de elefantes abrevando en el río.
El Río de los Sauces continúa luego de manera más tranquila formando extensas playas de arenas doradas.
Ambas poblaciones (Villa Cura Brochero y Mina Clavero), fácilmente accesibles desde la ciudad de Córdoba por el majestuoso Camino de las Altas Cumbres, poseen una buena infraestructura hotelera, campings y variados establecimientos donde degustar preparaciones regionales. Así, este conurbano se ha transformado en principal centro turístico del Valle de Traslasierra y de todo el conjunto de las Sierras de Córdoba.
Otro tema son sus barrios. Los barrios que limitan con Mina Clavero sn San Luis a través del Puente Los Elefantes y el Puente de Los Cedros, y Residencial a través del Puente Amarillo apodado como el Puente Los Marengo. Su barrio más occidental es La Federala y su barrio más oriental es San Luis. Su barrio menos poblado es Martín Fierro con 99 habitantes y su barrio más poblado es Centenario también llamado Centro que cuenta con 2044 habitantes.[cita requerida]

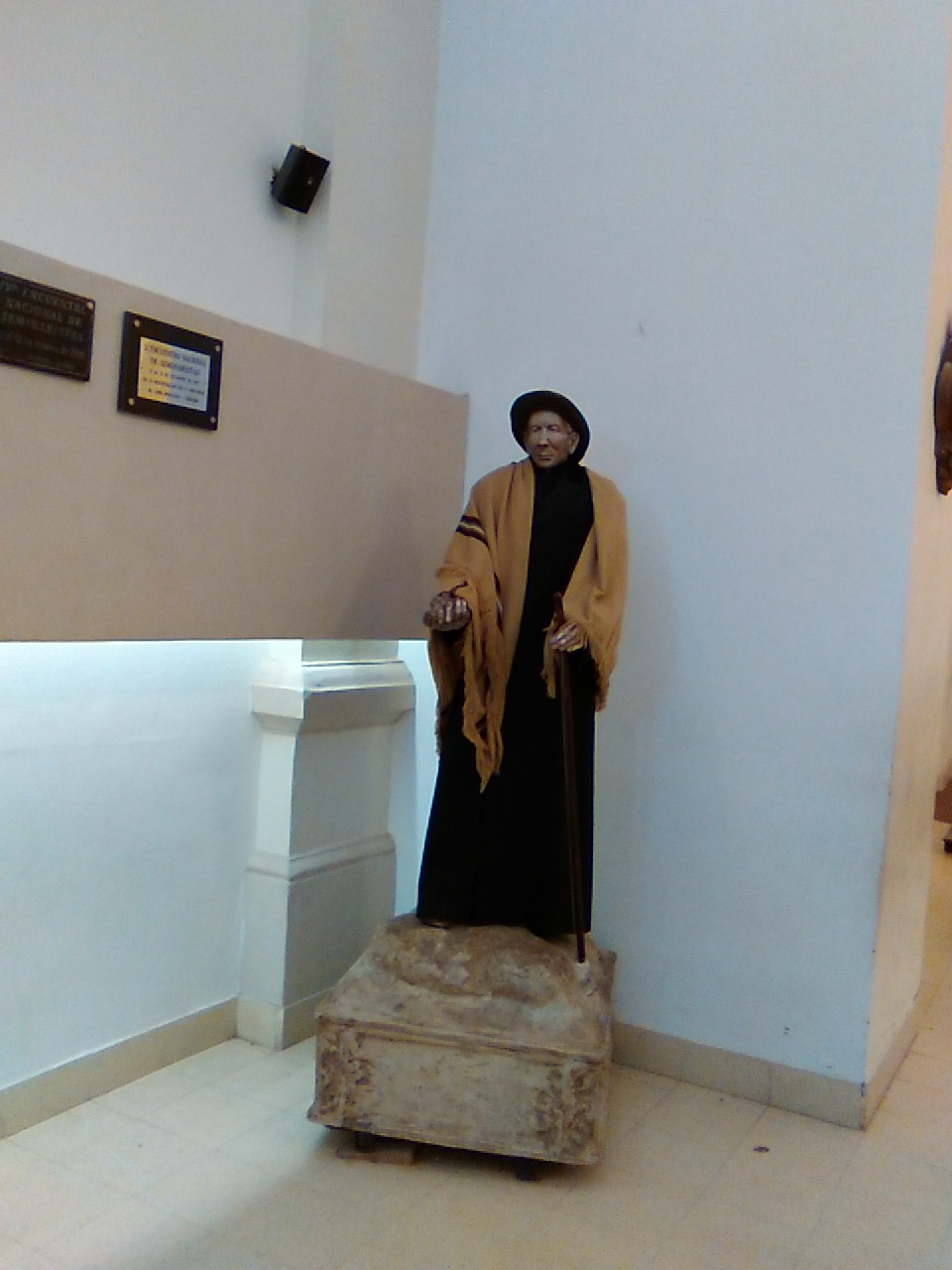
Dentro del Santuario, imagen en cerámica del Cura Brochero.

## Bandera
Izada por primera vez el día 29 de Septiembre del 2021 en el marco del 157° Aniversario de la fundación del pueblo. 
Mediante concurso popular, el jurado designado por el municipio eligió el diseño del vecino Héctor Agustín Aschoff como el de la futura bandera de Villa Cura Brochero.
El proceso de selección se concretó en el Centro Cultural Honorio Bustos, con la participación del jurado compuesto por el intendente Carlos M. Oviedo, la presidente del Concejo Deliberante Trinidad Ballestena, la secretaria de Gobierno Mari Villarreal, el director de Cultura Manuel Echegaray, los concejales Maximiliano Moreno y Claudia Leyría, Marisel de la Fuente (docente de historia), Ilsa Rubio (comunicadora social), Aldo Figueroa (cultura), Marcos Valles (artista plástico) y Luis Palmero (deporte).
La bandera elegida consta de 3 franjas dispuestas en forma horizontal, donde predominan los colores celeste, blanco y purpura o violeta. En el centro de la misma se observan las Sierras Grandes y allí la imagen del Santo José Gabriel Brochero en su mula.
El color celeste representa a la bandera provincial y nacional, al cielo y su majestuosidad, así como la perseverancia, que tuvo el Cura Brochero y que debemos tener todos para alcanzar nuestros sueños.
El color blanco, alude a la pureza, a la paz que se respira en el pueblo y a la búsqueda de integración sin distinción alguna.
El color púrpura o violeta, constituye la fe, la devoción y la templanza del Cura, del pueblo y de todos los que nos visitan. Simboliza la sabiduría, para saber actuar en cada momento.
La silueta de Brochero en negro, representa la austeridad, firmeza y prudencia que él tuvo, y a la cuál debemos aspirar todos.
Éste nuevo símbolo identifica de ahora en más a Villa Cura Brochero y brinda un sentimiento de pertenencia, arraigo y unidad de los brocherianos, representando su esencia, historia y proyección.

## Imágenes

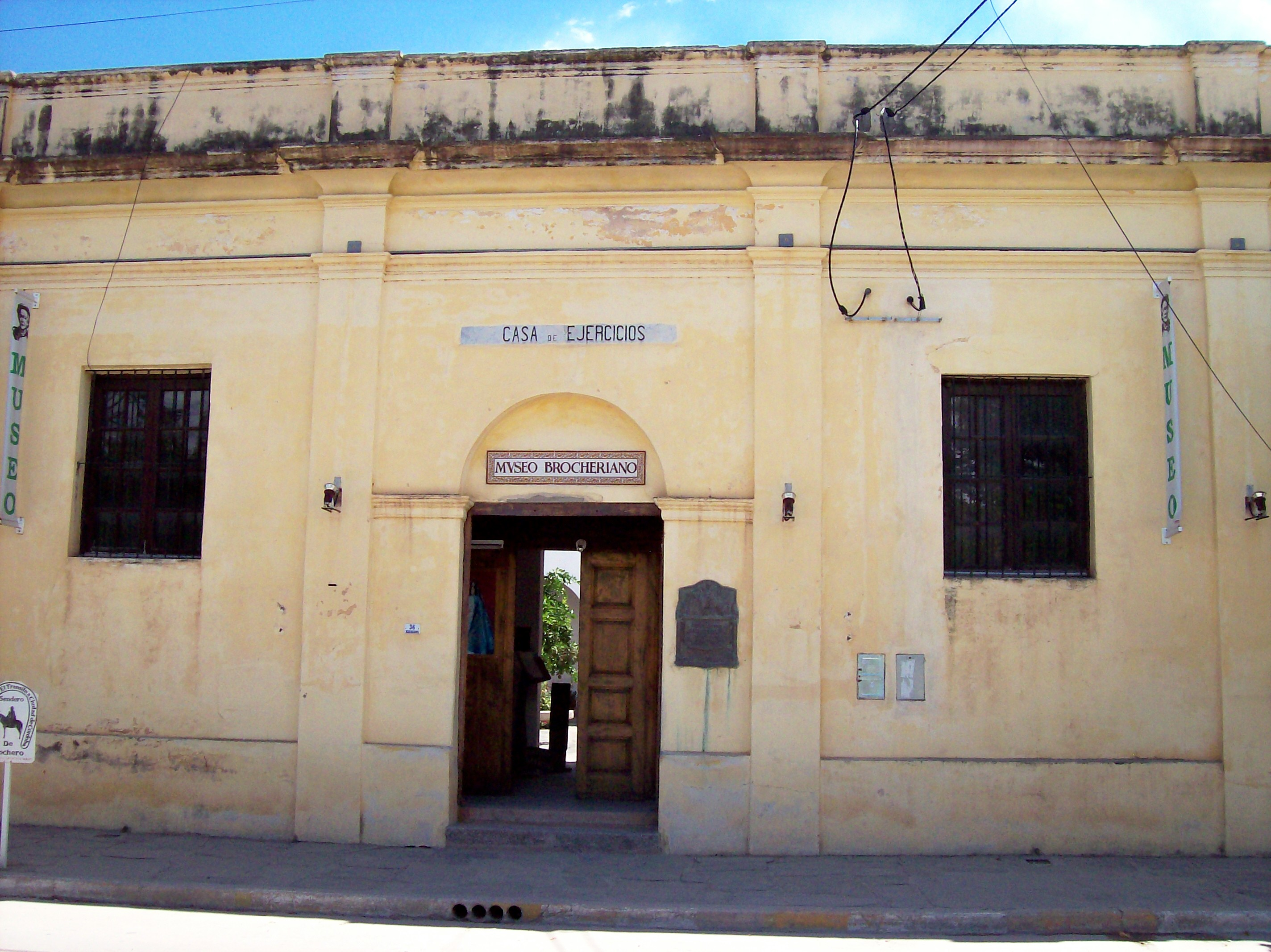
Frente del museo Brocheriano.
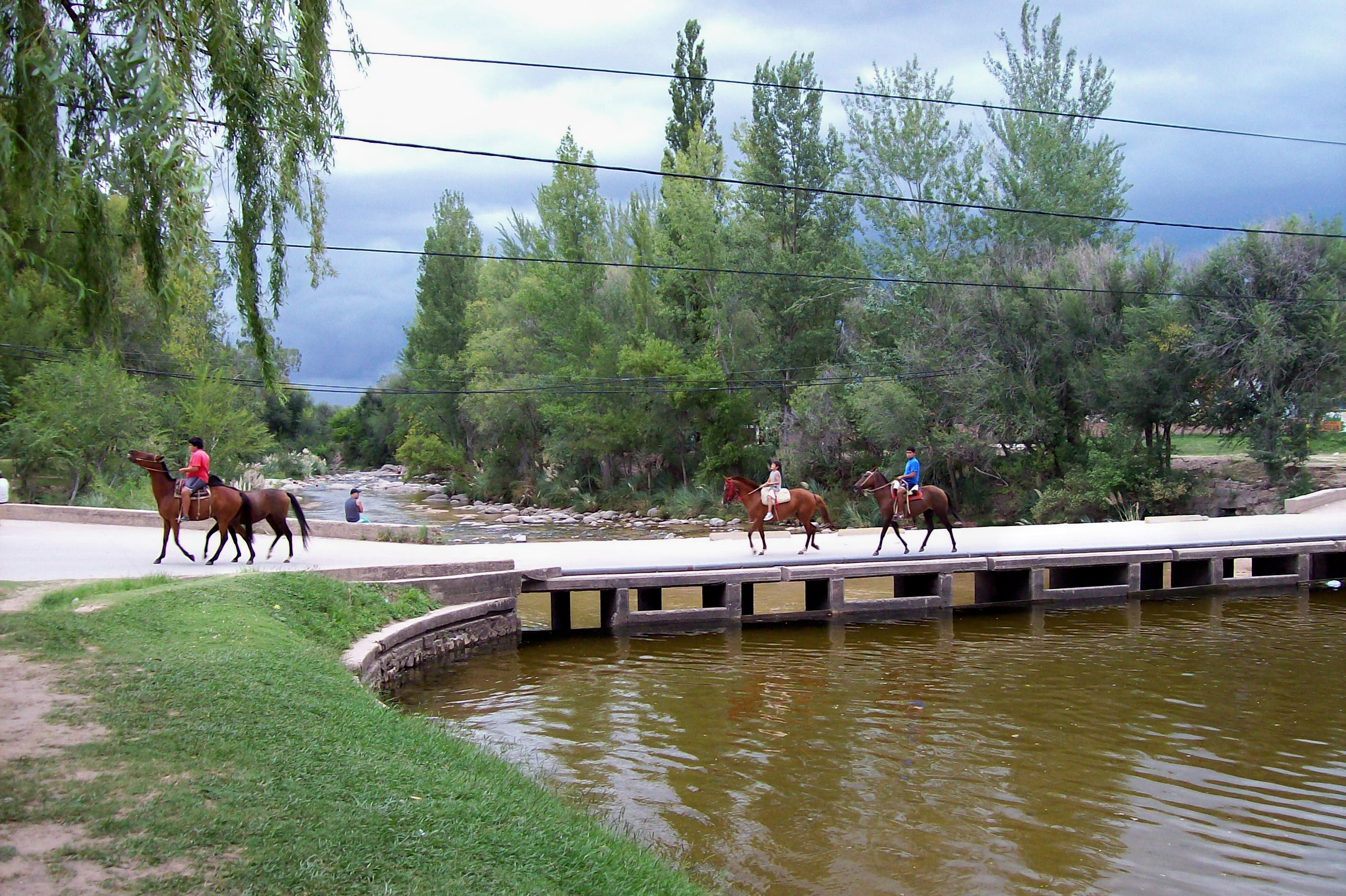
Puente al sur.
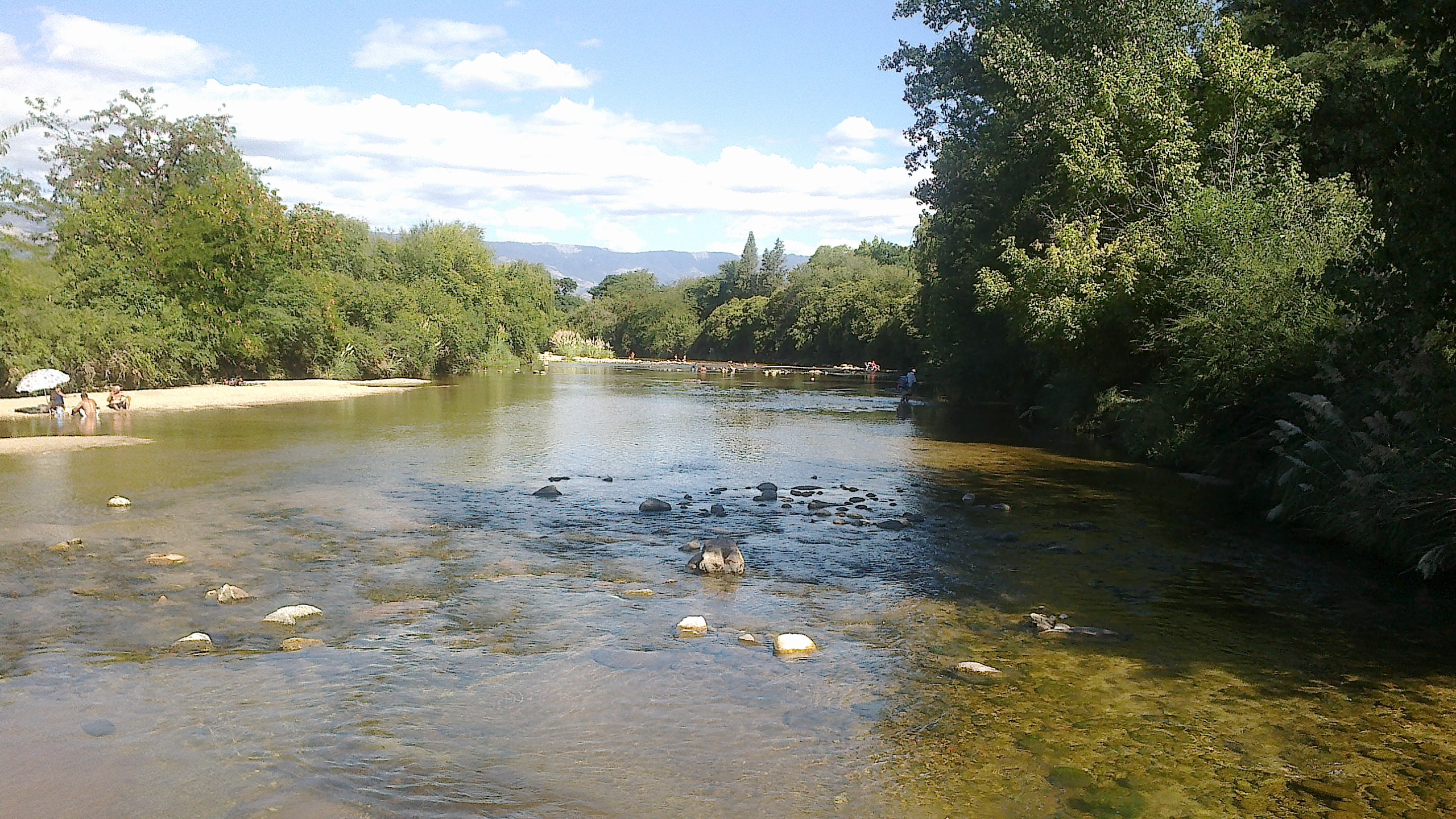
Vista del río Panaholma.
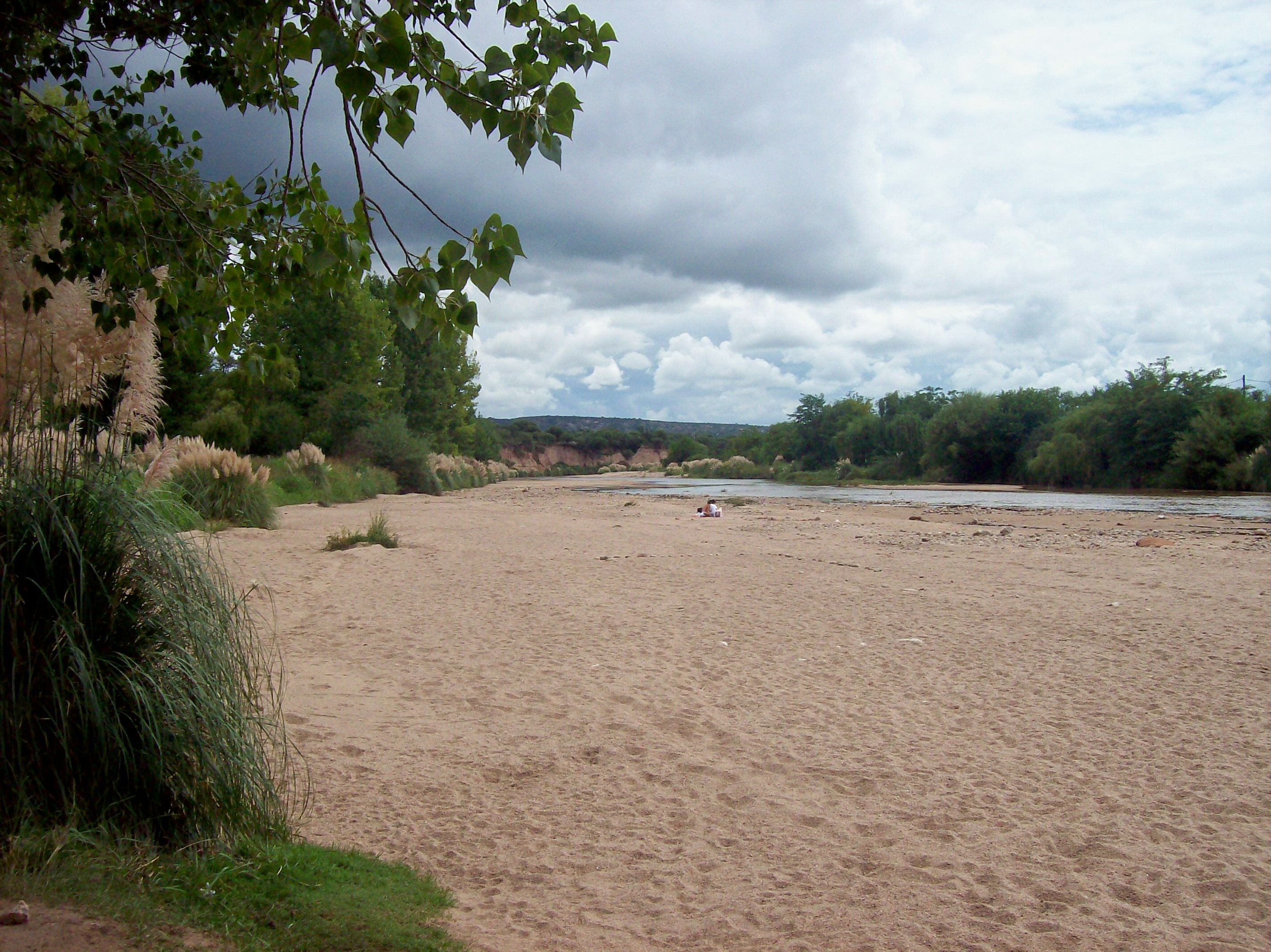
Balneario Las Maravillas.
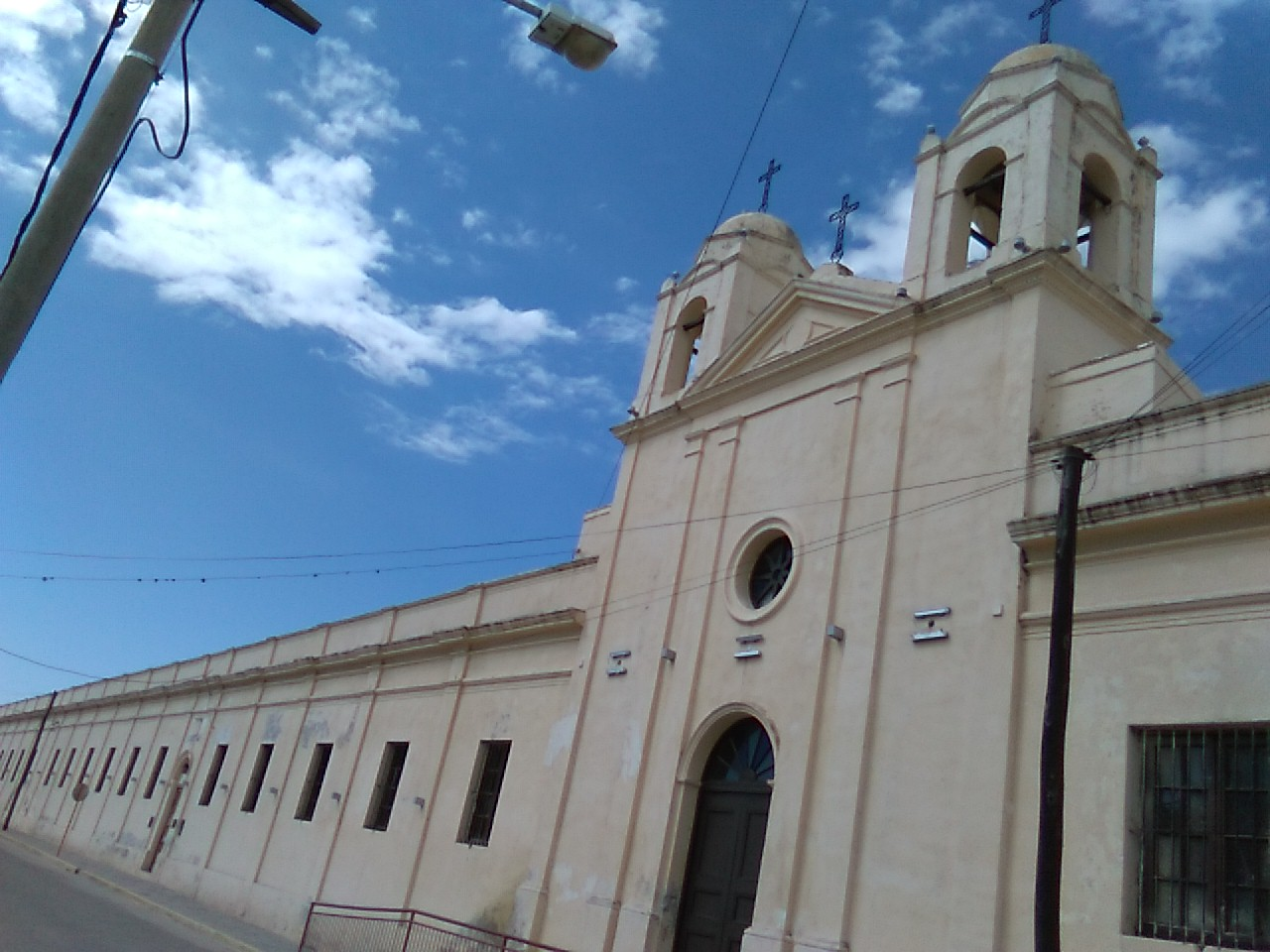
Vista lateral del Santuario de Nuestra Señora del Tránsito y Santo Cura Brochero.
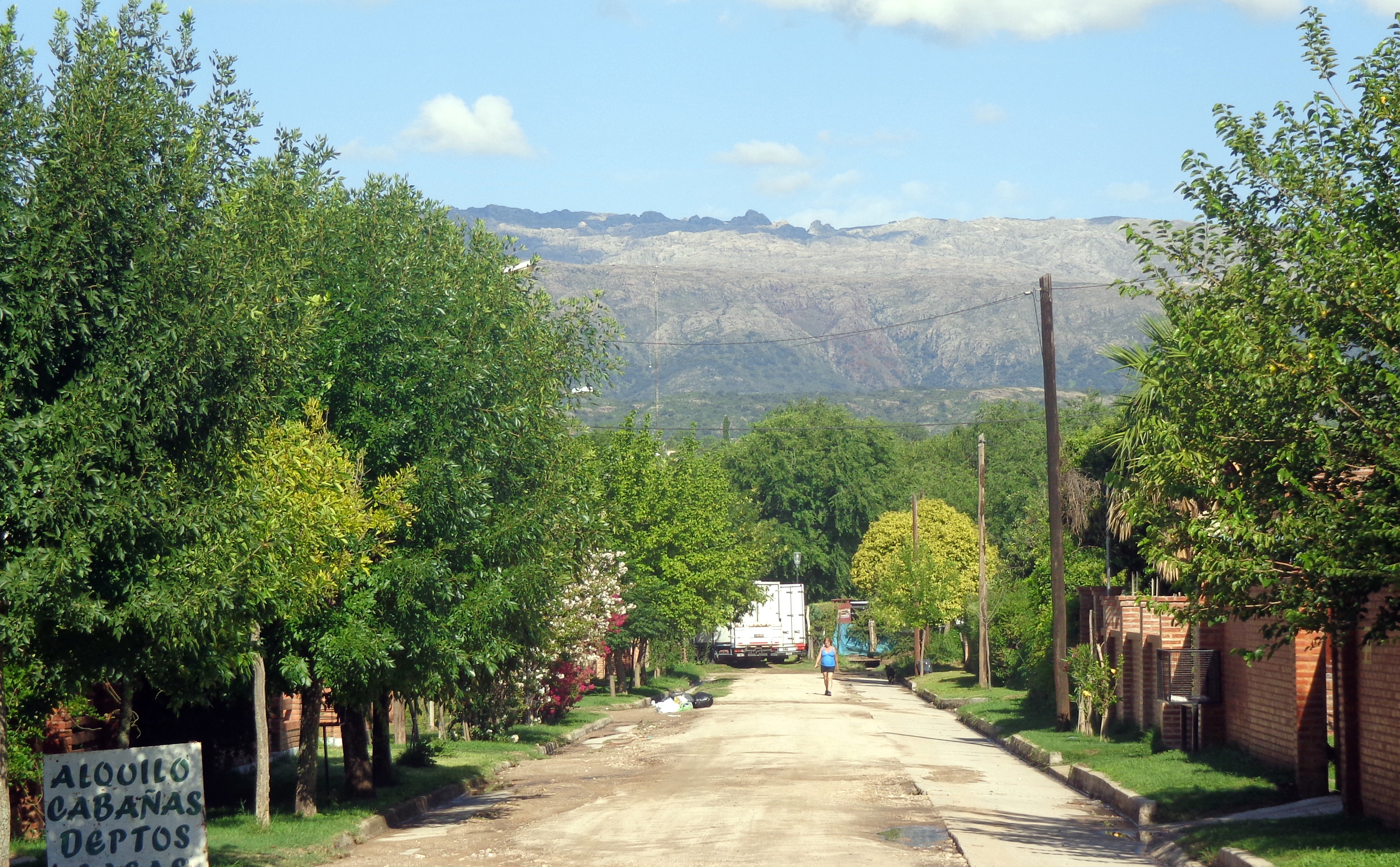

## Parroquias de la Iglesia católica en Villa Cura Brochero
| Diócesis  | Cruz del Eje                                                |
| --------- | ----------------------------------------------------------- |
| Parroquia | Santuario Nuestra Señora del Tránsito y Santo Cura Brochero |